# Wera Lukjanowna Belik

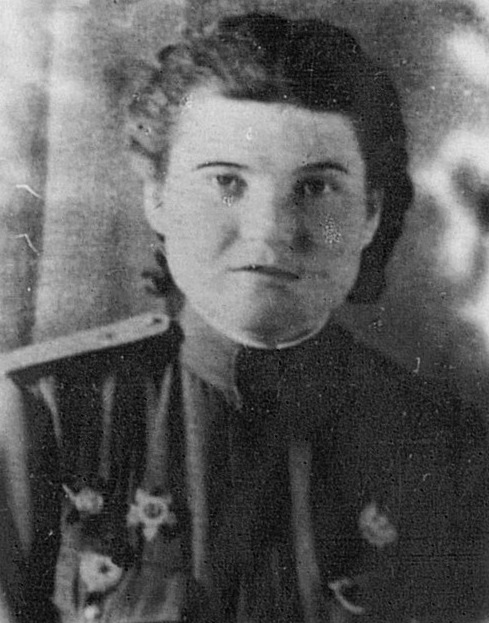
Wera Belik

Wera Lukjanowna Belik (russisch Вера Лукьяновна Белик, ukrainisch Віра Бєлік/Wira Bjelik; * 12. Juni 1921 in Ochrimiwka (Melitopol); † 25. August 1944 bei Zambrów) war eine sowjetische Bomberpilotin.
Wera Belik studierte an der Pädagogischen Universität Moskau. Während des Zweiten Weltkriegs leistete sie Militärdienst bei den nur aus Frauen bestehenden Nachthexen, welche nachts mit einfachen Doppeldeckern Polikarpow Po-2 Kampfeinsätze flogen.
Wera Belik wurde über Polen bei ihrem 813. Einsatz abgeschossen.
Postum wurde ihr der Titel Held der Sowjetunion verliehen.